# La Zarza de Pumareda
La Zarza de Pumareda és un municipi de la província de Salamanca a la comunitat autònoma de Castella i Lleó. Limita amb Cabeza del Caballo a l'Est, El Milano al Sud, Cerezal de Peñahorcada i Mieza a l'Oest i amb Aldeadávila i Masueco al Nord.

## Demografia
| 1991 | 1996 | 2001 | 2004 |
| ---- | ---- | ---- | ---- |
| 239  | 219  | 169  | 168  |